# Kanton Auxerre-Sud
Der Kanton Auxerre-Sud  war von 1992 bis 2015 ein französischer Wahlkreis im Arrondissement Auxerre, im Département Yonne und in der Region Burgund; sein Hauptort war Auxerre.

## Gemeinden
Der Kanton bestand aus zwei Gemeinden und einem Teil der Stadt Auxerre (angegeben ist hier die Gesamteinwohnerzahl der Stadt. Im Kanton lebten etwa 10.100 Einwohner von Auxerre):
| Gemeinde  | Einwohner Jahr | Fläche km² | Bevölkerungsdichte | Code INSEE | Postleitzahl |
| --------- | -------------- | ---------- | ------------------ | ---------- | ------------ |
| Auxerre   | 34.869 (2013)  | –          | – Einw./km²        | 89024      | 89000        |
| Chevannes | 2.290 (2013)   | 23,54      | 97 Einw./km²       | 89102      | 89240        |
| Vallan    | 683 (2013)     | 11,7       | 58 Einw./km²       | 89427      | 89580        |